# Wenquan (Golmud)
Wenquan es un pequeño asentamiento en la provincia china de Qinghai. Administrativamente, es parte de la ciudad de Tanggula, que es un exclave de la ciudad del nivel del condado de Golmud, de Haixi Mongol y de la prefectura autónoma tibetana.

## Geografía
Originalmente construido en 1955, Wenquan es uno de los pequeños asentamientos que sirven a la autopista nacional China 109 (la carretera principal hacia el Tíbet) y, más tarde, al ferrocarril Qinghai-Tíbet.
El asentamiento se encuentra en la zona donde la carretera y el ferrocarril cruzan las montañas Tanggula, la cordillera en el centro de la Meseta Qinghai-Tíbet. Se encuentra a unas decenas de kilómetros al norte del paso Tanggula, donde la carretera y el ferrocarril entran desde la provincia de Qinghai hasta la región autónoma tibetana. Es uno de los asentamientos más altos del mundo con residencias de hasta 4870 metros sobre el nivel del mar.[cita requerida]
Cerca de 20-30 km al norte de Wenquan, en el mismo corredor de la carretera/del ferrocarril, los mapas detallados (por ejemplo, 33 ° 26'30 "N 91 ° 56'00" E en Google Maps) demuestran la estación militar de Wenquan (温泉兵 站) .
Según los turistas de bicicleta que visitaron el lugar en 2000, Wenquan, al igual que otros asentamientos en la región, era "pequeño". Había en efecto manantiales cálidos en la zona. Describieron la localización, basada en sus mapas, como a 4.800 metro de elevación, confirmada entre 4.850 y 4.870 metros por datos SRTM.

## Marca
Aunque Wenquan no es realmente una "ciudad" por definición, Wenquan aparece en el Libro Guinness de los récords mundiales (mal escrito como "Wenzhuan") como la ciudad más alta del mundo, con una elevación incorrecta de 16 730 pies (5100 m)[cita requerida] Los libros de viaje también inflan el tamaño y la elevación de este asentamiento. Sin embargo, la National Geographic Magazine (mayo de 2003) otorga la distinción de ciudad más alta a La Rinconada, Perú, que tiene mayor población y se encuentra a 5100 metros sobre el nivel del mar.
- Datos: Q2098470